# 천하장사
《천하장사》는 2016년 6월 5일부터 8월 21일까지 JTBC에서 방영된 예능 프로그램이다.

## 출연자
- 강호동
- 윤정수
- 은지원
- 이규한
- 써니
- 정진운